# Adalbert von Passau
Adalbert († 15. Juni 970) war von 946 bis 970 der 17. Bischof von Passau.
In seine Regierungszeit fällt die schicksalhafte Schlacht auf dem Lechfeld von 955, in der der spätere Kaiser Otto I. die Ungarn vernichtend schlagen konnte. Für das Bistum Passau hatte das zur Folge, dass es nun seine Wirksamkeit erneut im Land unter der Enns ausüben konnte.